# Schlössle Hebsack

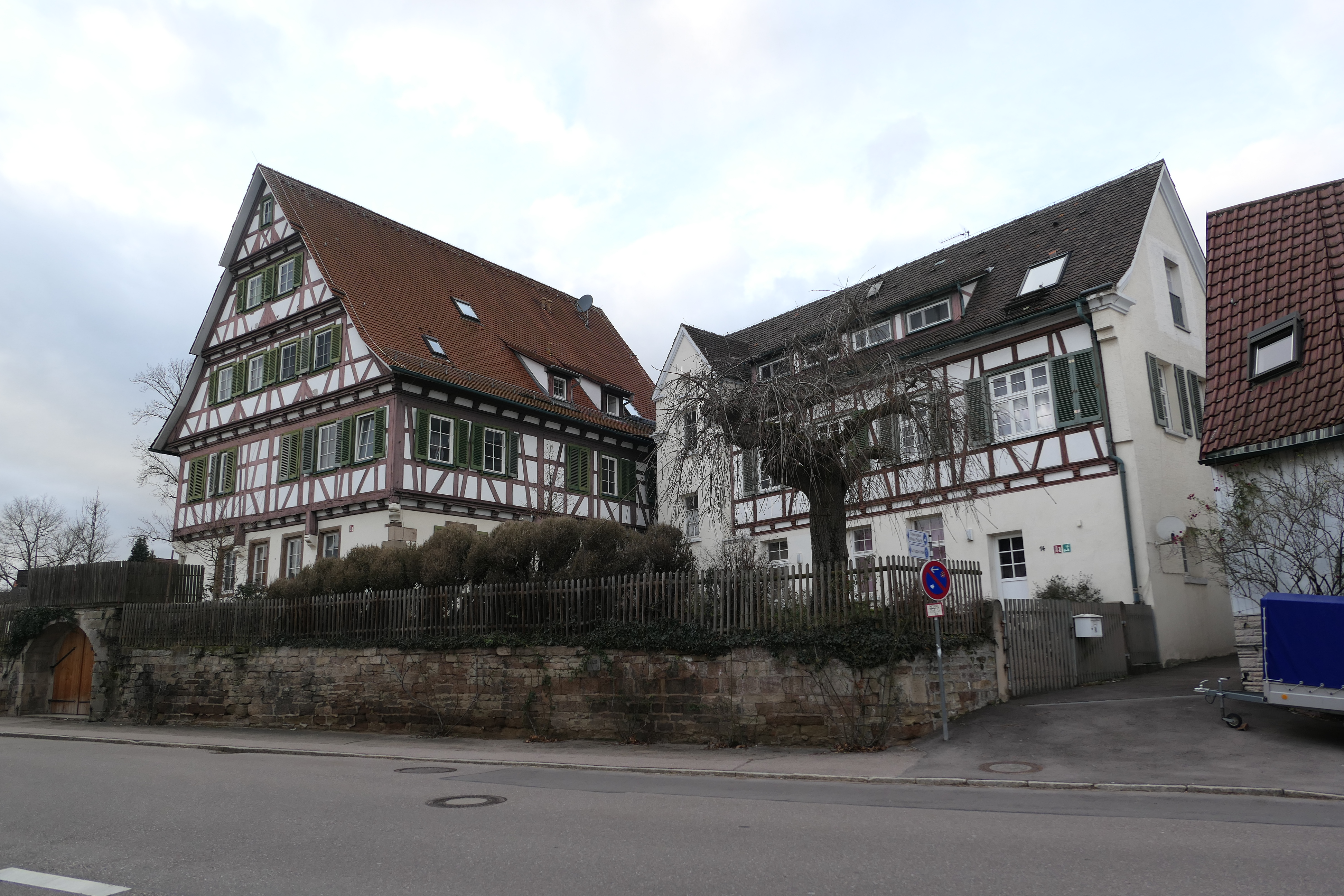
Schlössle Hebsack von Geradstettener Straße aus gesehen

Das Schlössle Hebsack ist ein kleines, ehemaliges Schlösschen in Hebsack, einem Ortsteil der Gemeinde Remshalden im baden-württembergischen Rems-Murr-Kreis. Seit 1909 wird das Gebäude auch Weraheim genannt.

## Lage und Geschichte
Das Schlösschen befindet sich im Ortszentrum von Hebsack. Das zweigeschossige, schmucke Fachwerkgebäude (Geradstettener Straße 14) steht auf einem steinernen Sockel und besitzt ein hohes Satteldach.
Im Mittelalter übten die Grafen von Oettingen die Herrschaft über Hebsack aus und standen dabei unter der Oberhoheit Württembergs. Weiterhin befand sich ein Pfleghof des Zisterzienserinnen-Klosters Zimmern in dem Ort. Im Zuge der Reformation wurde das Kloster aufgehoben. Auf dem Grundstück des Pfleghofs bauten die Grafen von Oettingen 1622 ein Schlösschen.

Im Jahre 1909 erwarb Wera Konstantinowna Romanowa, Großfürstin von Russland und Adoptivtochter von König Karl I. von Württemberg und Königin Olga, das Anwesen. Die sozial engagierte Prinzessin Wera richtete ein Heim für junge Frauen in dem Schlösschen ein.

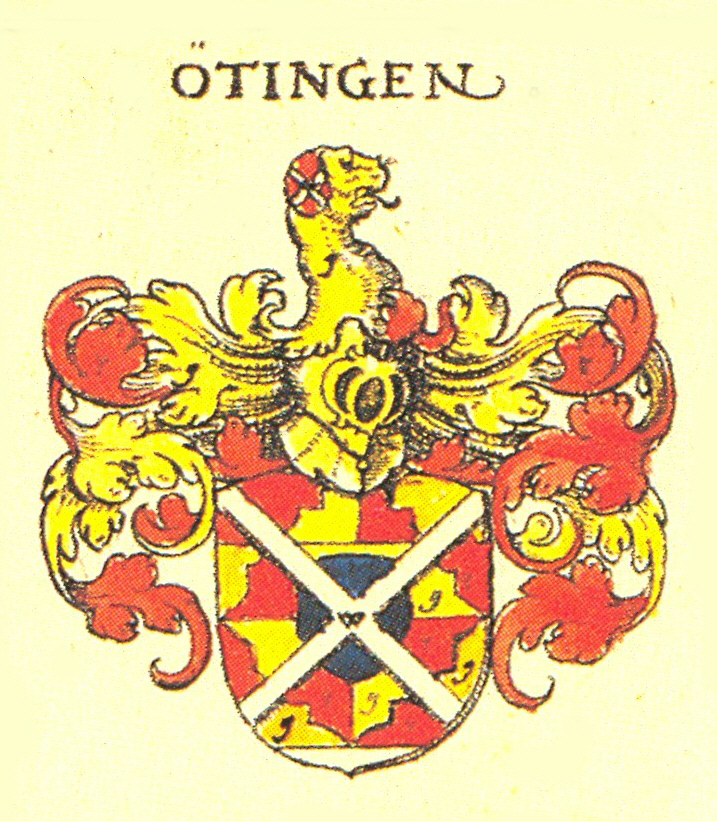
Wappen derer von Oettingen (aus Siebmachers Wappenbuch)
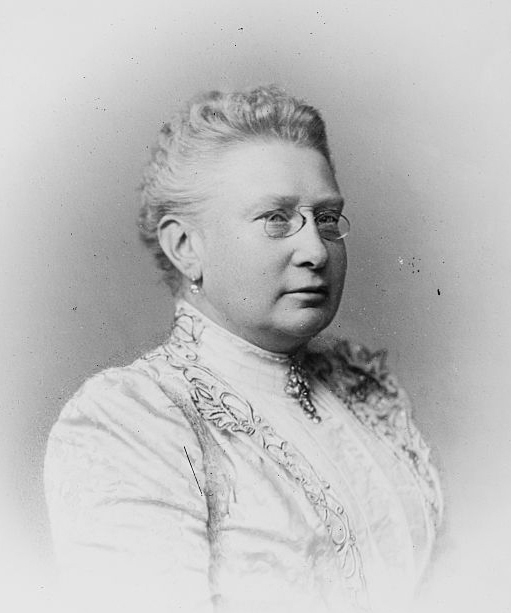
Prinzessin Wera von Württemberg
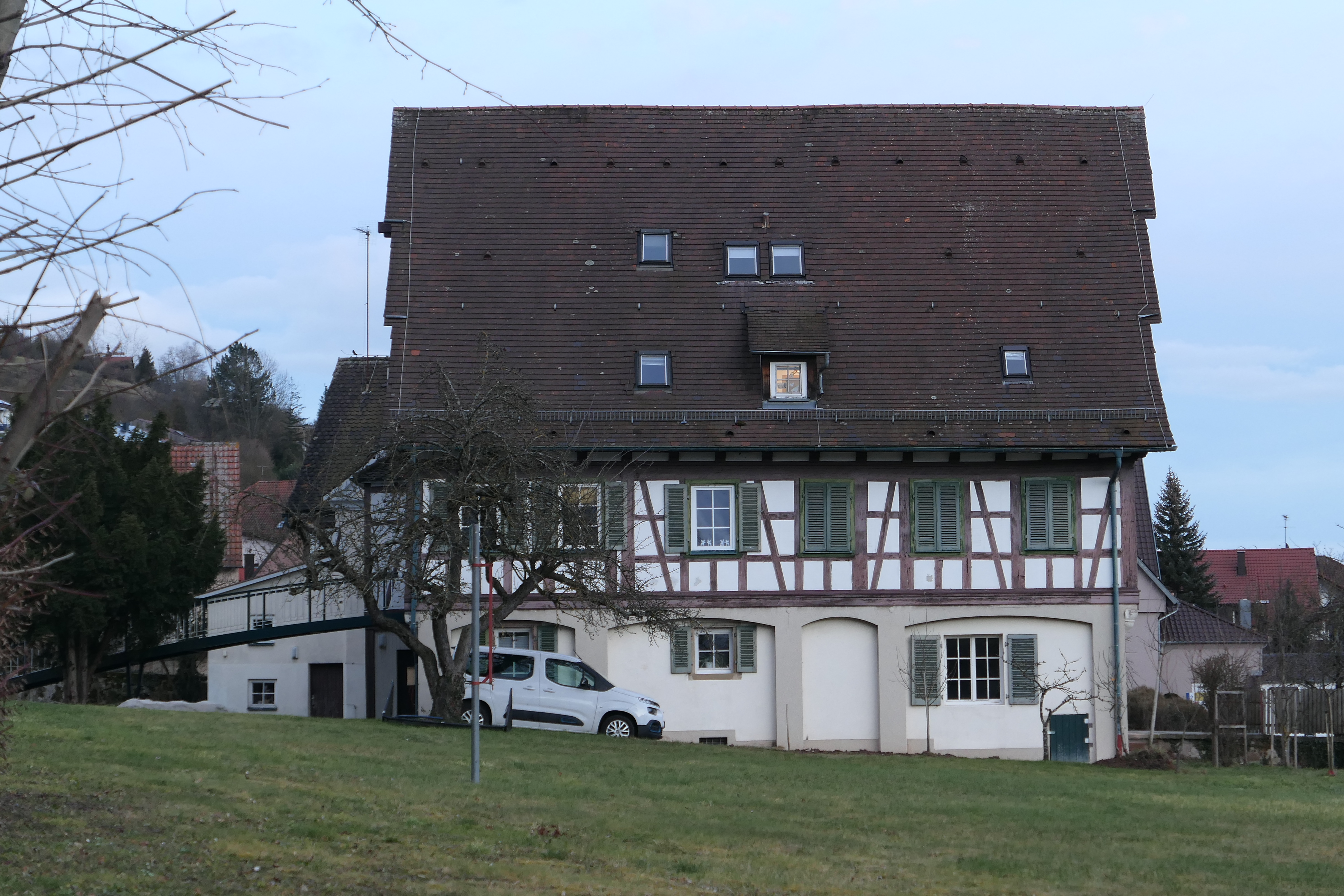
Schlössle Hebsack mit Park aus Richtung Friedhof